# علي المطره جي
علي بن محمد-سعيد المَطرَه جي (1916 - 1987م) (1335-1408هـ) خطيب ومدرس ديني وشاعر سوري. ولد في اللاذقية وتعلّم العربية فيها على والده وغيره، ثم انتقل إلى طرابلس عام 1938 ودرس في كليّة دار التربية والتعليم الإسلامية بها. عاد إلى اللاذقية عام 1954 وعُيّن إمامًا لجامع أرسلان باشا ومدرّسًا فيه. ثم عمل مدرّسًا دينيًّا في إحدى بلدات محافظة اللاذقية من عام 1972. له ديوان شعر وتخميس لامية الجندي ورسالة بعنوان وفود بني تميم إلى الرسول. توفي في مسقط رأسه. 

## سيرته
ولد علي بن محمد سعيد المَطرَه جي في مدينة اللاذقية التابعة لسنجق اللاذقية بولاية بيروت العثمانية سنة 1335 هـ/ 1916 م ونشأ بها في أسرة عريقة بارزة حسينة. تلقى تعليمه الديني واللغة العربية فيها على والده محمد سعيد (1884 – 1954) فيهاوعبد الله الدهلوي. ثم رحل إلى طرابلس في الجمهورية اللبنانية في 1938 وأتم تعليمه الديني واللغة العربية في كلية دار التربية والتعليم الإسلامية بها. عاد إلى اللاذقية عام 1954 وعيّن عقب وفاة والده إمامًا وخطيبًا في جامع جده جامع أرسلان باشا في اللاذقية. عمل مدرسًا للعلوم الدينية في منطقة الحفة منذ 1972 حتى وفاته. كان عضوًا في الجمعية الخيرية الإسلامية بمدينة اللاذقية.

توفي المطره جي سنة 1987م/ 1408 هـ في مسقط رأسه. 

## شعره
ذكره عبد العزيز البابطين في معجمه وقال «ما أتيح من شعره يدور حول مديح النبي ، وكتب في المدح والتهاني خاصة ما كان منه في مدح الشريف الرضي، كما كتب في الحنين والتذكر، وله شعر في التوسل والتضرع إلى الله تعالى. وهو شاعر تقليدي يبدأ قصائده - أحيانًا - بالغزل على عادة أسلافه القدامى، اتسمت لغته بالتدفق وقرب المعنى وتقريريته.» 

## مؤلفاته
- تخميس لامية الجندي، مفقود
- وفود بني تميم إلى الرسول
- رسالة في التسامح والتعصب
- ديوان شعر